# Jessica Andrews
Jessica Danielle Andrews (Wynne, 29 dicembre 1983) è una cantante statunitense.

## Carriera
Ha debuttato nella classifica Hot Country Singles & Tracks (attuale Hot Country Songs) stilata dalla Billboard con il singolo I Will Be There for You. Nel 1999 ha pubblicato il suo primo album Heart Shaped World.
Il suo più grande successo a livello di singolo è datato 2001 ed è rappresentato dal brano Who I Am, che dà anche il titolo al suo secondo lavoro discografico.
Nel 2003 ha pubblicato un terzo disco.
Verso la fine del 2008 ha lasciato la DreamWorks Records per cambiare etichetta, ma poco tempo dopo ha interrotto i lavori per il suo successivo album.

## Discografia
- 1999 – Heart Shaped World
- 2001 – Who I Am
- 2003 – Now
- 2010 – Icon (raccolta)